# Воротилов, Евграф Сергеевич
Евграф Сергеевич Воротилов (1836 или 1837, Большие Соли, Костромская губерния — 30 июля [12 августа] 1910, Санкт-Петербург) — русский архитектор, надворный советник, кавалер ордена Святой Анны 2-й степени.

## Биография
Родился в 1836 году в Большесольском посаде Костромского уезда Костромской губернии в семье мещанина. С 1857 по 1864 год был вольноприходящим учеником Академии художеств по классу архитектуры. Во время обучения был неоднократно награждён медалями академии: малая серебряная (1860), большая серебряная (1861), малая золотая (1863) за программу «Проект городской больницы на 600 человек».
После окончания Академии в 1864 году, получив звание классного художника первой степени (проект здания для гласного судопроизводства), до 1 марта 1891 года работал архитектором Санкт-Петербургского университета. С 1 ноября 1872 года по 10 апреля 1909 года — архитектор Публичной библиотеки. В 1890-е годы архитектор Петропавловской больницы, с 1895 года архитектор департамента народного просвещения. Был также архитектором Римско-католической духовной коллегии, Свято-Троицкой общины сестёр милосердия. Автор зданий на Крестовском острове и ряда общественных сооружений. Член Петербургского общества архитекторов (с 1872).
Скончался 30 июля (12 августа)  1910 года в Санкт-Петербурге. Похоронен на Гатчинском кладбище.

## Проекты и постройки

### Санкт-Петербург
- Здания Свято-Троицкой общины сестер милосердия. 2-я Советская улица, 16, правая часть — 3-я Советская улица, 13, средняя часть (1872—1876, сохранились частично);
- Доходный дом (Перестройка). Большая Морская улица, 17 (1875);
- Церковь Успения Пресвятой Девы Марии при Римско-католической духовной коллегии (реконструкция, расширена). 1-я Красноармейская улица, 11, двор (1878—1880);
- Сооружения астрономической обсерватории Санкт-Петербургского университета. Университетская набережная, 7—9, двор (1881—1882);
- Главное здание Женского медицинского института (ныне Санкт-Петербургский государственный медицинский университет). Улица Льва Толстого, 6, левый корпус (1896—1897);
- Корпус Публичной библиотеки (при участии инженера Б. К. Правдзика). Переулок Крылова, 4 — Площадь Островского, 3 (1896—1901);
- Здание хирургической клиники и лаборатории Женского медицинского института (ныне Санкт-Петербургский государственный медицинский университет). Улица Льва Толстого, 6, двор (1899—1900);
- Особняк Н. Г. Лихачевой. Петрозаводская улица, 7 (1902, надстроен и расширен);
- Особняк М. В. Барятинской (внутренняя перестройка). Миллионная улица, 21 / Мошков переулок, 6 (1902—1903);
- Особняк князя С. С. Абамелек-Лазарева. Набережная реки Мойки, 21 (1907—1909).

### Тюмень
- Здание Александровского реального училища. улица Республики, 7 (1879).